# 博爾戈爾山
博爾戈爾山（阿拉伯语：‎）是一座位於蘇丹北部省凱里邁市距離喀土穆以北400公里的小山，該山靠近尼羅河的一個大灣角，所屬的地區為努比亞。大約在公元前1450年，古埃及法老圖特摩斯三世將版圖擴展至該區，並視之為南方的邊界。他出兵至納巴塔附近，該地於大約300年後，成為了庫施帝國的首都。古埃及第二十五王朝的努比亞國王皮耶後來於當地大力擴建新王國的阿蒙神廟，並豎立在位二十年的勝利石碑。
博爾戈爾山附近的遺跡包括13座廟宇及3間王宮，這些古跡早於1820年代就由歐洲的探險家首次記於筆下，但要到1916年，喬治·安德魯·賴斯納在哈佛大學及波士頓美術館聯合考察隊中才到該處進行考古發掘。到了1970年代，羅馬大學在Sergio Donadoni帶領之下繼續於當地發掘，到了1980年代，來自波士頓博物館的另一隊隊伍加入，由Timothy Kendall帶領。那些較大型的廟宇，如阿蒙神廟，即使到了今天，當地人仍視之為神聖的建築物。
就以上原因，於2003年，聯合國教科文組織將納巴塔的古城及其他古跡訂為世界遺產。
博爾戈爾山高98米，頂部平坦，由於該地便於橫跨大河，來往中非、阿拉伯及埃及的商旅均視之為地標。

## 資料來源
1. ↑  .   [2009-12-04]. （原始内容存档于2018-12-24）.

## 照片

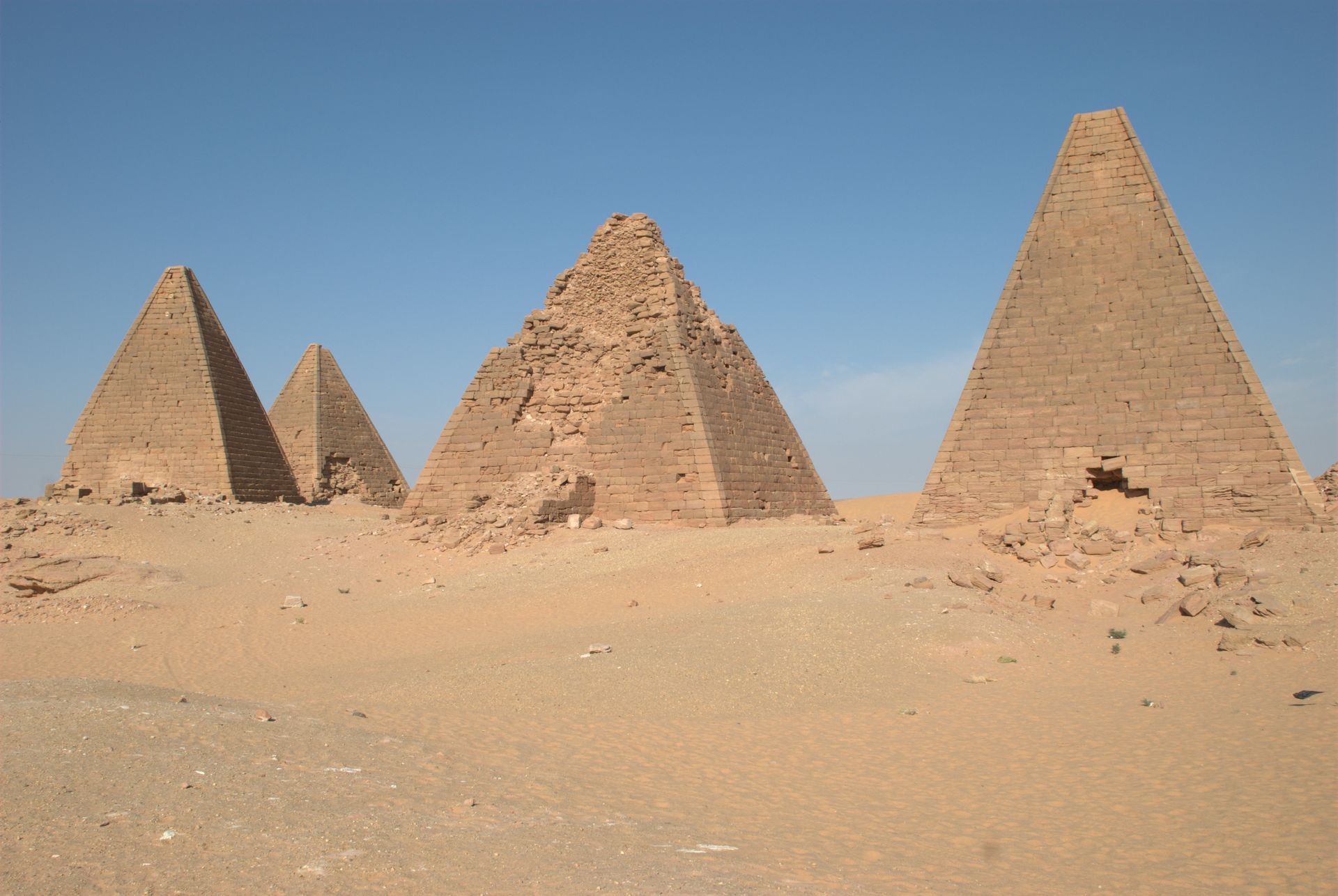
位於博爾戈爾山附近的金字塔
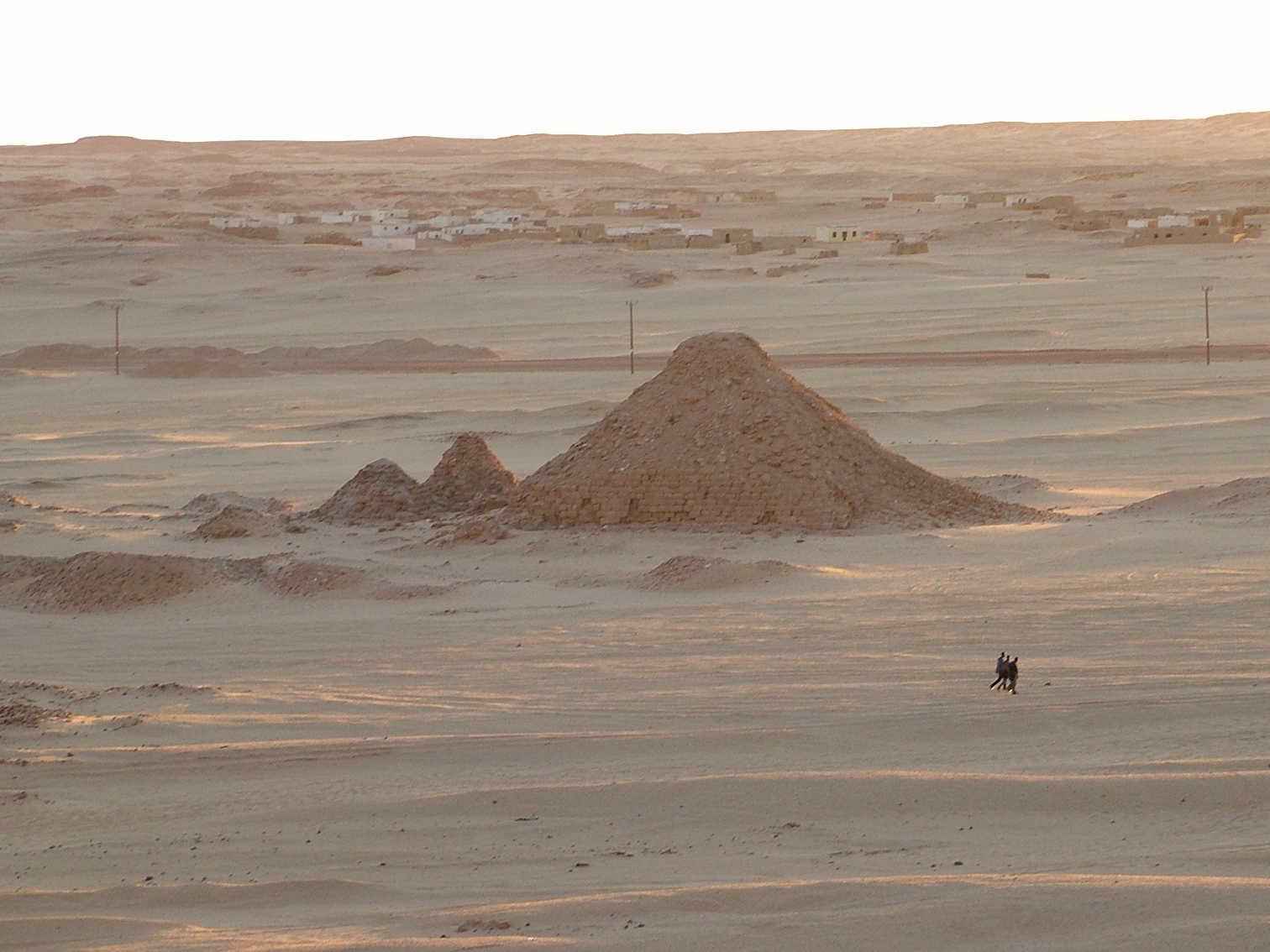
南方的金字塔

## 外部連結
- 世界遗产中心 博尔戈尔山和纳巴塔地区 (2003)（页面存档备份，存于）
- 皮耶所豎立的勝利石碑